# Cecidomyiidae
Le Cecidomie o Cecidomidi (Cecidomyiidae Newman, 1834) sono una famiglia di insetti dell'ordine dei Ditteri (Nematocera: Bibionomorpha), comprendente un numero elevato di specie (5 000 secondo alcune fonti), in gran parte fitofaghe. Fra i Cecidomidi sono comprese anche specie utili per il regime dietetico entomofago, oppure specie micetofaghe, come nella generalità degli Sciaroidea.
La peculiarità di questa grande famiglia è la frequente induzione, da parte delle larve fitofaghe, della comparsa di alterazioni istologiche o morfologiche, negli organi vegetali colpiti, riconducibili a galle vere e proprie o a pseudogalle. Pur non essendo una costante nell'ambito della famiglia, questa proprietà è così frequente da giustificare i nomi attribuiti a questi ditteri. Infatti, il nome Cecidomyiidae deriva dal latino cecidium ("galla", "cecidio"). In altre lingue, ad esempio, gli anglosassoni chiamano comunemente questi insetti gall midges o gall gnats ("moscerini delle galle") e i tedeschi gallmücken ("zanzare delle galle").

## Descrizione

### Adulto
Gli adulti sono insetti molto piccoli, con corpo delicato e sottile, lungo 2–3 mm o meno, fino a mezzo millimetro nelle specie più piccole, eccezionalmente fino a 8 mm in quelle più grandi. Le livree sono poco appariscenti, generalmente di colore scuro.
Il capo, piccolo rispetto al resto del corpo, ha antenne molto lunghe, in genere formate da 12-16 articoli, ma in alcune specie anche fino a 40 articoli. Ogni antennomero ha una forma subcilindrica oppure è conformato a fiasco, con una parte prossimale globosa e una distale sottile e cilindrica. Ogni articolo reca uno o più ciuffi di setole sensoriali disposte a verticillo. Gli occhi sono in genere molto sviluppati; possono estendersi superiormente fino a toccarsi sopra le antenne (capo oloptico), oppure sono fra loro collegati dorsalmente da un ponte di ommatidi; in alcune specie il gruppo di ommatidi è separato da entrambi gli occhi, perciò l'insetto appare come provvisto di tre occhi. Gli ocelli sono assenti in gran parte della famiglia. L'apparato boccale è del tipo succhiante, non perforante per il mancato sviluppo delle mandibole. I palpi mascellari sono bene evidenti formati in genere da 3-5 articoli.
Il torace è contratto, di forma globosa, rispetto al quale contrastano le zampe, molto lunghe e sottili, con tibie prive di speroni. Le ali sono spesso pubescenti ed hanno una venatura ridotta, composta da poche nervature longitudinali, in genere 3 o 4, che raggiungono il margine per lo più senza ramificarsi.
L'addome delle femmine termina con un ovopositore di sostituzione retrattile, talvolta molto lungo e adatto a perforare i tessuti dei vegetali.

La morfologia della venatura alare cambia secondo il gruppo sistematico: i Lestremiinae hanno le nervature principali abbastanza sviluppate, mentre nei Porricondylinae e, soprattutto, nei Cecidomyiinae è alquanto semplificata. In ogni modo l'identificazione delle vene, in particolare la media e la cubito, non è facile se si fa riferimento allo schema di base del sistema Comstock-Needham. Le caratteristiche principali si possono così riassumere:
- Costa (C). È in genere ben sviluppata e si estende fino alla confluenza del ramo posteriore della radio nella generalità della famiglia; in alcuni Lestremiinae si estende fino a tutto il margine dell'ala, ben oltre la confluenza di R5.
- Subcosta (Sc). È assente nella maggior parte della famiglia (Cecidomyiinae e Lestremiinae); nei Porricondylinae è presente un rudimento che si confonde con il tratto basale della radio, in ogni modo di non facile identificazione.
- Radio (R). È composta da due sole ramificazioni, R1 (ramo anteriore) e Rs (settore radiale); R1 ha un ridotto sviluppo in lunghezza e confluisce sulla costa in corrispondenza del margine anteriore dell'ala; il settore radiale, invece, resta indiviso e il suo prolungamento, interpretato come R5, confluisce nella costa in corrispondenza dell'apice dell'ala. Si presenta perciò come la nervatura con il maggiore sviluppo. Nei Cecidomyiinae, la suddivisione della radio nei due rami scompare in quanto il ramo R5 parte fin dalla base dell'ala. Un'altra caratteristica conformazione ricorre nei Lasiopterini: R1 e R5 hanno un ridotto sviluppo in lunghezza, sono strettamente accostate fra loro e ravvicinate alla costa, nella quale confluiscono in corrispondenza del margine anteriore dell'ala. In questo modo si forma un robusto sistema di nervature, in genere rivestito da squame, che rendono opaca la zona prossimale della regione costale. L'angolazione fra Rs, R5 e m-r rappresenta un elemento di determinazione tassonomica all'interno dei Lestremiinae.
- Media (M). È una delle vene di non facile identificazione. Nei Lestremiinae è sempre presente il ramo M1+2 e in genere si suddivide in M1 e M2 (ad eccezione dei Micromyini). Nella generalità dei Cecidomyiinae e dei Porricondylinae è invece del tutto assente, solo raramente è visibile un tratto distale indiviso. Il ramo M3+4 è indubbiamente presente in alcuni Lestremiinae e in genere è nettamente separato, fin dalla base, sia dalla media sia dalla cubito. Negli altri Cecidomidi sarebbe assente, secondo lo schema tipo del sistema Comstock-Needham, tuttavia alcuni Autori identificano M3+4 nel ramo anteriore della biforcazione della cubito[1][2].
- Cubito (Cu). È sempre presente, tuttavia l'interpretazione sulla sua conformazione non è unanime. In alcuni Lestremiinae si presenta nettamente distinta dalla media e termina sul margine senza diramazioni. Nella generalità dei Cecidomidi, tuttavia, si biforca originando due rami. Secondo il sistema Comstock-Needham, i due rami si identificherebbero come CuA1 e CuA2 (o Cu1 e Cu2 secondo altre denominazioni). Secondo alcune fonti, come citato nel punto precedente, il ramo anteriore si identifica come M3+4 e quello posteriore come Cu.
- Nervature trasversali. Nella generalità dei Cecidomidi, le nervature trasversali sono del tutto assenti o appena accennate. La più rilevante è la radio-mediale (r-m), che connette il settore radiale (Rs) alla media. Nei Lestremiinae è ben delineata e chiude una cellula basale, nei Porricondylinae è presente una nervatura longitudinale basale che devia sul settore radiale, indicata da YUKAWA come rm-m. Nei Cecidomyiidae è del tutto assente e manca la cellula basale.
- False vene. In diversi generi possono essere presenti una o due anomale, a volte citate come vene, ma ritenute da YUKAWA pieghe longitudinali dell'ala[1]. La prima decorre anteriormente rispetto alla cubito e alla sua biforcazione, la seconda, indicata in letteratura con il simbolo pCu, decorre posteriormente e parallelamente al tratto indiviso della cubito.

### Larva
Le larve sono di colore bianco, giallo o aranciato e sono fusiformi, lunghe 2–3 mm. Il capo ha un apparato boccale masticatore poco sviluppato, mentre l'intestino e notevolmente sviluppato; questi caratteri sono tipici di un'alimentazione liquida e fanno presupporre l'assunzione di liquidi biologici dopo una predigestione esterna. Dopo la prima muta, nel prosterno è presente un'appendice, detta spatola sternale. In genere la spatola è usata per saltare: la larva si piega in modo da agganciarla a sporgenze terminali dell'addome, si contrae e rilascia di scatto l'appendice spiccando il salto. In diverse specie la spatola sternale è usata per altri scopi (ad esempio per scavare), assumendo in questi casi una forma diversa.

### Pupa
Le pupe sono libere oppure protette dall'ultima exuvia larvale indurita, da non confondersi però con il pupario dei Brachiceri Ciclorrafi.

## Biologia
La biologia dei Cecidomidi è eterogenea in quanto le numerose specie hanno larve con differenti regimi dietetici, talvolta complessi perché misti e non bene conosciuti. Nella maggior parte delle specie, che fanno capo alla sottofamiglia dei Cecidomyiinae, le larve sono prettamente fitofaghe e si nutrono a spese di piante superiori. Fra i fitofagi sono comprese anche numerose specie galligene, che producono vere e proprie galle oppure deformazioni degli organi dette pseudogalle; altre specie vivono come commensali in galle prodotte da altri insetti, talvolta come coprofaghe, saprofaghe o micetofaghe. Nei Cecidomyiinae sono presenti anche specie con larve artropofaghe, in quanto predatrici o parassitoidi a spese di Acari e insetti.. Nelle altre due sottofamiglie ricorrono, invece, specie le cui larve si nutrono di detriti organici di varia natura (saprofaghe), di escrementi di altri insetti (coprofaghe) oppure di funghi (micetofaghe).
Frequente è anche l'esistenza di regimi alimentari misti, definibili come fitomicetofagi o zoomicetofagi. Le larve prettamente micetofaghe o saprofaghe vivono nel terreno o in substrati organici in decomposizione, quelle fitomicetofaghe o zoomicetofaghe vivono invece all'interno dei tessuti vegetali nutrendosi, le prime, a spese del micelio fungino parassita della pianta e dei succhi cellulari del vegetale, oppure, le seconde, a spese di uova di insetti minatori e del micelio fungino che si sviluppa sulle pareti della galleria.
Gli adulti hanno una vita piuttosto breve, da poche ore fino a pochi giorni. La riproduzione è in genere di tipo anfigonico, ma nella famiglia ricorre anche la partenogenesi. I Cecidomidi della tribù degli Heteropezini (Porricondylinae), presentano il singolare fenomeno della pedogenesi: la larva è in grado di riprodursi per partenogenesi prima di arrivare alla maturità. Una sola larva può produrre fino a 40 larve che si sviluppano nel suo interno come endoparassite e ne provocano la morte al momento della fuoriuscita. In particolari condizioni le larve pedogenetiche si moltiplicano rapidamente con la successione di più cicli di questo tipo partendo da un ridotto numero di uova. Questo raro tipo di riproduzione si riscontra, oltre che negli Heteropezini, solo in alcuni Coleotteri.

## Sistematica

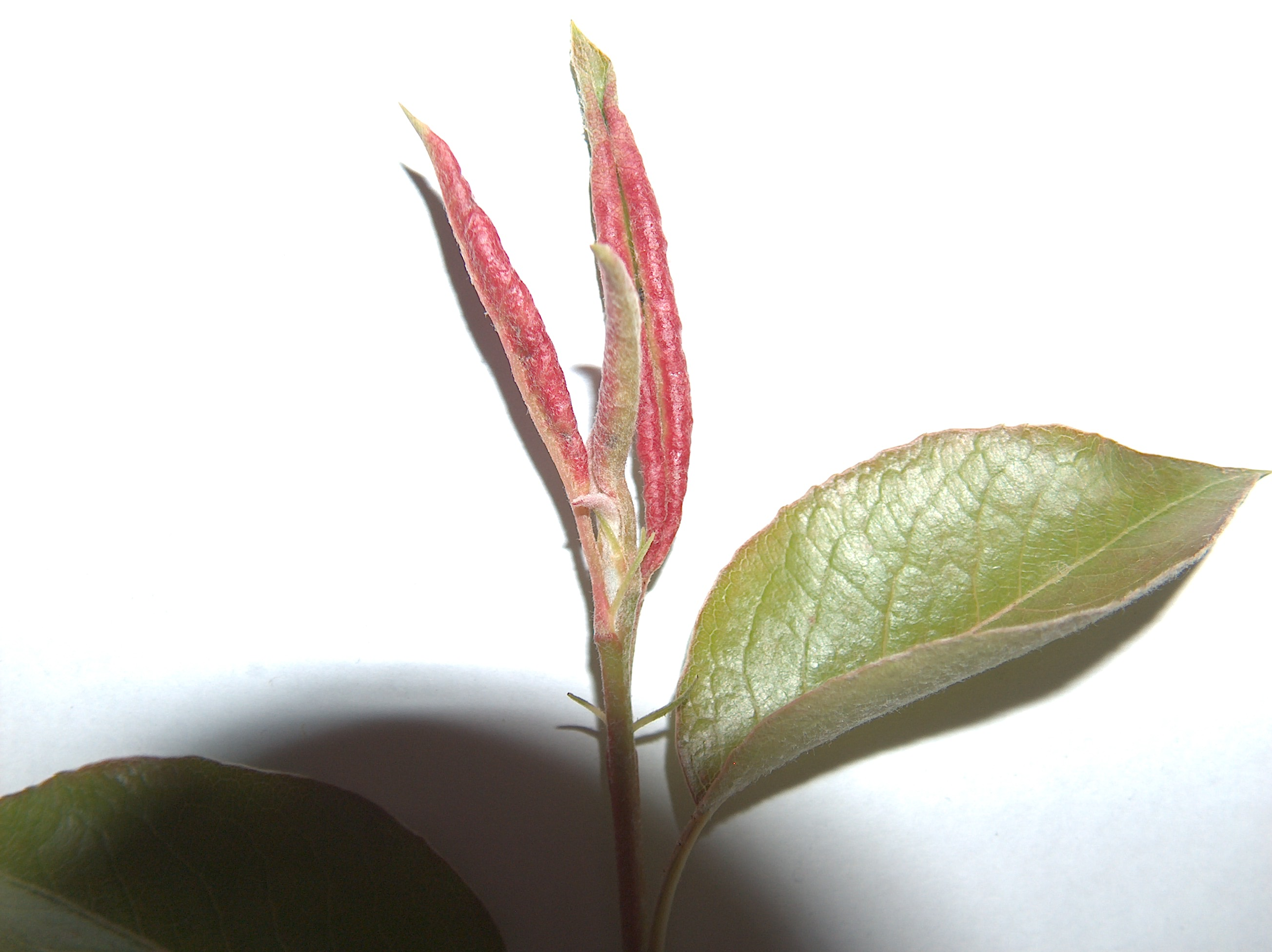
Arrotolamenti fogliari (pseudogalle) prodotte dalla Cecidomia fogliare del pero (Dasineura pyri).

La famiglia, molto ricca di specie, costituisce uno dei gruppi più numerosi nell'ambito dei Nematocera: a oggi se ne contano più di 5000, ma è opinione diffusa che ne restino ancora molte da scoprire. La suddivisione sistematica è controversa, con Autori che la suddividono in 4 sottofamiglie o in 2. Quella più accreditata distingue i Cecidomidi in 3 sottofamiglie di cui, quella dei Cecidomyiinae è la più numerosa, comprendendo circa l'80% delle specie. A differenza delle altre due sottofamiglie, che comprendono specie micetofaghe e saprofaghe, i Cecidomyiinae rappresentano anche il raggruppamento di interesse agrario e forestale, in quanto vi sono comprese tutte le specie fitofaghe e quelle artropofaghe.
Le tre sottofamiglie sono suddivise in tribù, ma la ripartizione nell'albero tassonomico non è ben definita in merito alla posizione di diversi generi. Nella sottofamiglia dei Cecidomyiinae si suole spesso considerare taxa intermedi fra il rango di sottofamiglia e quello di tribù, raggruppando queste ultime in supertribù (Lasiopteridi, Asphondyliidi, Oligotrophidi, ecc.). Questa ripartizione non è sempre presa in considerazione e ricorre spesso in vecchie pubblicazioni e con criteri tassonomici discordanti: ad esempio, la supertribù degli Oligotrophidi non sempre è contemplata e gli Oligotrophini vengono integrati nei Lasiopteridi).
- Cecidomyiinae
  - Alycaulini
  - Aphidoletini
  - Asphondyliini (inclusi Polystephini e Schizomyiini)
  - Brachineurini
  - Cecidomyiini
  - Clinodiplosini
  - Kiefferiini
  - Lasiopterini
  - Ledomyiini
  - Lestodiplosini
  - Mycodiplosini
  - Oligotrophini
  - Rhizomyiini
  - Trotteriini
- Lestremiinae
  - Acoenoniini
  - Baeonotini
  - Campylomyzini
  - Catochini
  - Catotrichini
  - Forbesomyiini
  - Lestremiini
  - Micromyini (inclusi Aprionini e Bryomyiini)
  - Peromyiini
- Porricondylinae
  - Asynaptini
  - Diallactiini
  - Dicerurini
  - Dirhizini
  - Heteropezini
  - Porricondylini (inclusi Holoneurini)
  - Winnertziini